# Roméo LeBlanc

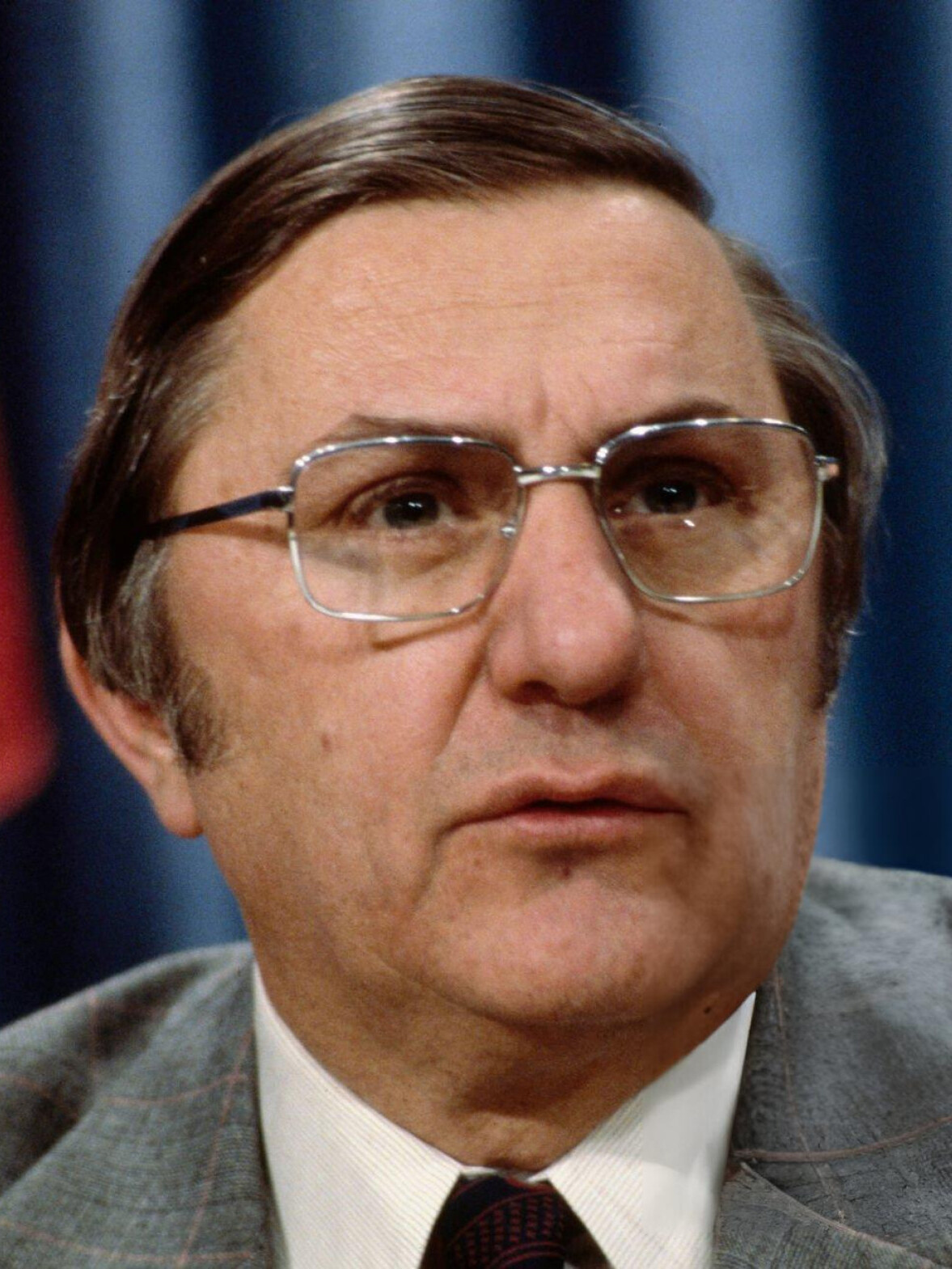
Roméo LeBlanc, 1979

Roméo-Adrien LeBlanc, PC, CC, ONB (* 18. Dezember 1927 in Memramcook, New Brunswick; † 24. Juni 2009 ebenda) war ein kanadischer Politiker. Von 1995 bis 1999 war er Generalgouverneur von Kanada; er war der erste Akadier in diesem Amt. Durch die Vereidigung zum Generalgouverneur wurde er Erster Genosse (englisch „Principal Companion“) des Order of Canada, der höchsten kanadischen Auszeichnung für Zivilpersonen, sowie Oberbefehlshaber der kanadischen Streitkräfte (protokollarisch: „Commander-in-Chief of Canada“). Somit war er berechtigt den Titel His Excellency The Right Honourable zu führen.
Zuvor saß er von 1973 bis 1984 im Unterhaus. Er gehörte der liberalen Regierung von Premierminister Pierre Trudeau an und war von 1975 bis 1984 unter anderem Umweltminister und Fischereiminister. Von 1984 bis 1993 gehörte er dem Senat an und war zwei Jahre lang dessen Vorsitzender.